# Widacz (powiat strzyżowski)
Widacz – wieś w Polsce położona w województwie podkarpackim, w powiecie strzyżowskim, w gminie Frysztak.
| SIMC    | Nazwa   | Rodzaj    |
| ------- | ------- | --------- |
| 0649864 | Czajki  | część wsi |
| 0649870 | Dwór    | część wsi |
| 0649887 | Zalesie | część wsi |

W latach 1975–1998 miejscowość administracyjnie należała do województwa rzeszowskiego.
Wierni kościoła rzymskokatolickiego należą do parafii Narodzenia Najświętszej Maryi Panny we Frysztaku.